# 奧蘇拉河
46°17′37″N 8°47′42″E / 46.29356°N 8.79489°E
奧蘇拉河（義大利語：Osura）是瑞士的河流，位於該國南部，流經提契諾州，屬於韦尔扎斯卡河的右支流，河道全長10.8公里，流域面積31.2平方公里，河口處在布廖內附近。